# Buckland (Alaska)
Buckland (Inupiaq: Nunatchiaq) ist eine Ortschaft im Northwest Arctic Borough nordöstlich der Seward-Halbinsel in West-Alaska. Das U.S. Census Bureau hat bei der Volkszählung 2020 eine Einwohnerzahl von 550 ermittelt.
Buckland liegt am linken Flussufer des Buckland River, 33 km oberhalb dessen Mündung in die Eschscholtz-Bucht. Nordwestlich der Siedlung befindet sich der Flugplatz Buckland Airport.
Mehr als 95 % der Bevölkerung sind indianischer Abstammung. 